# Dorfkirche Rövershagen

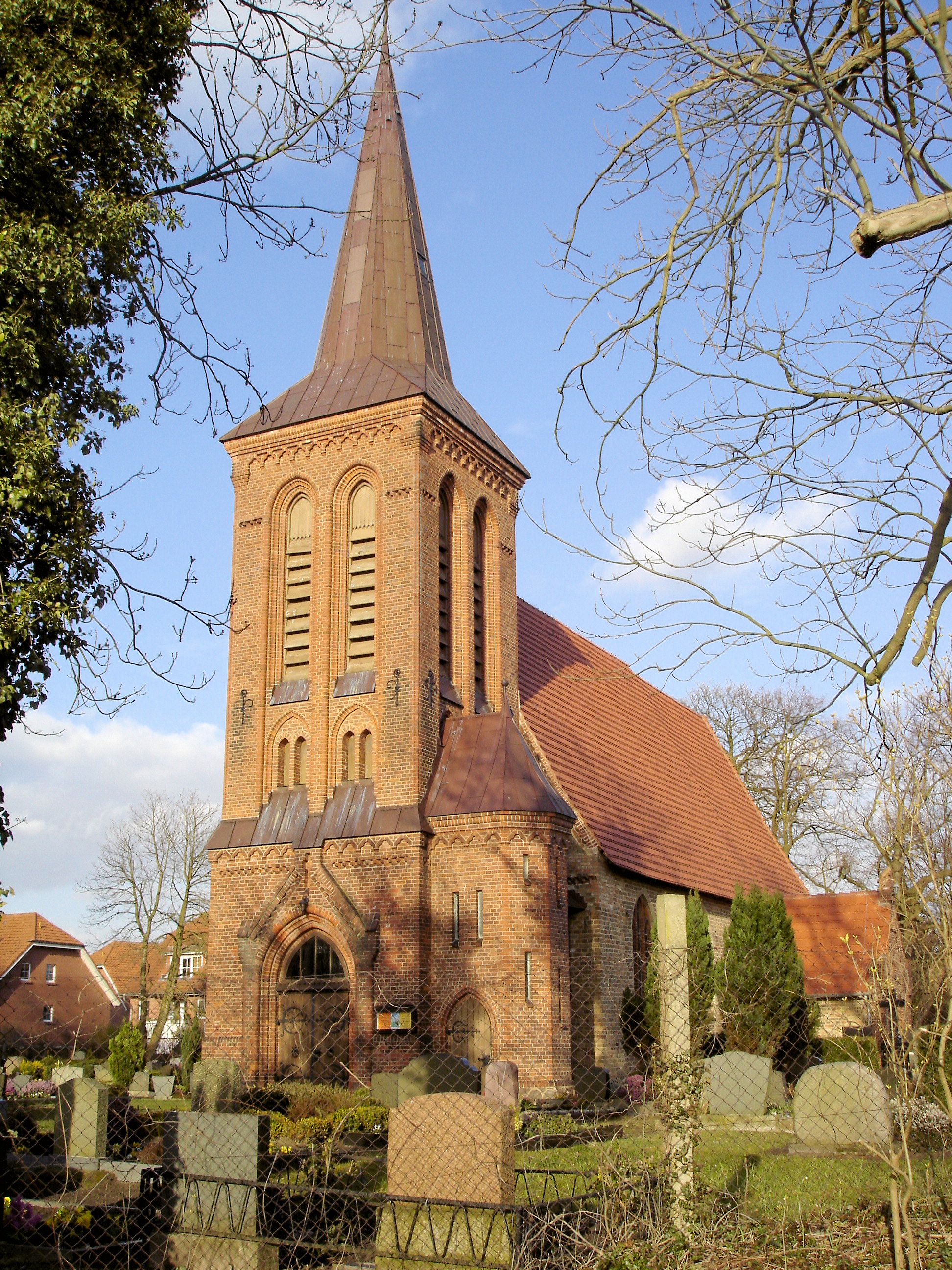
Westansicht

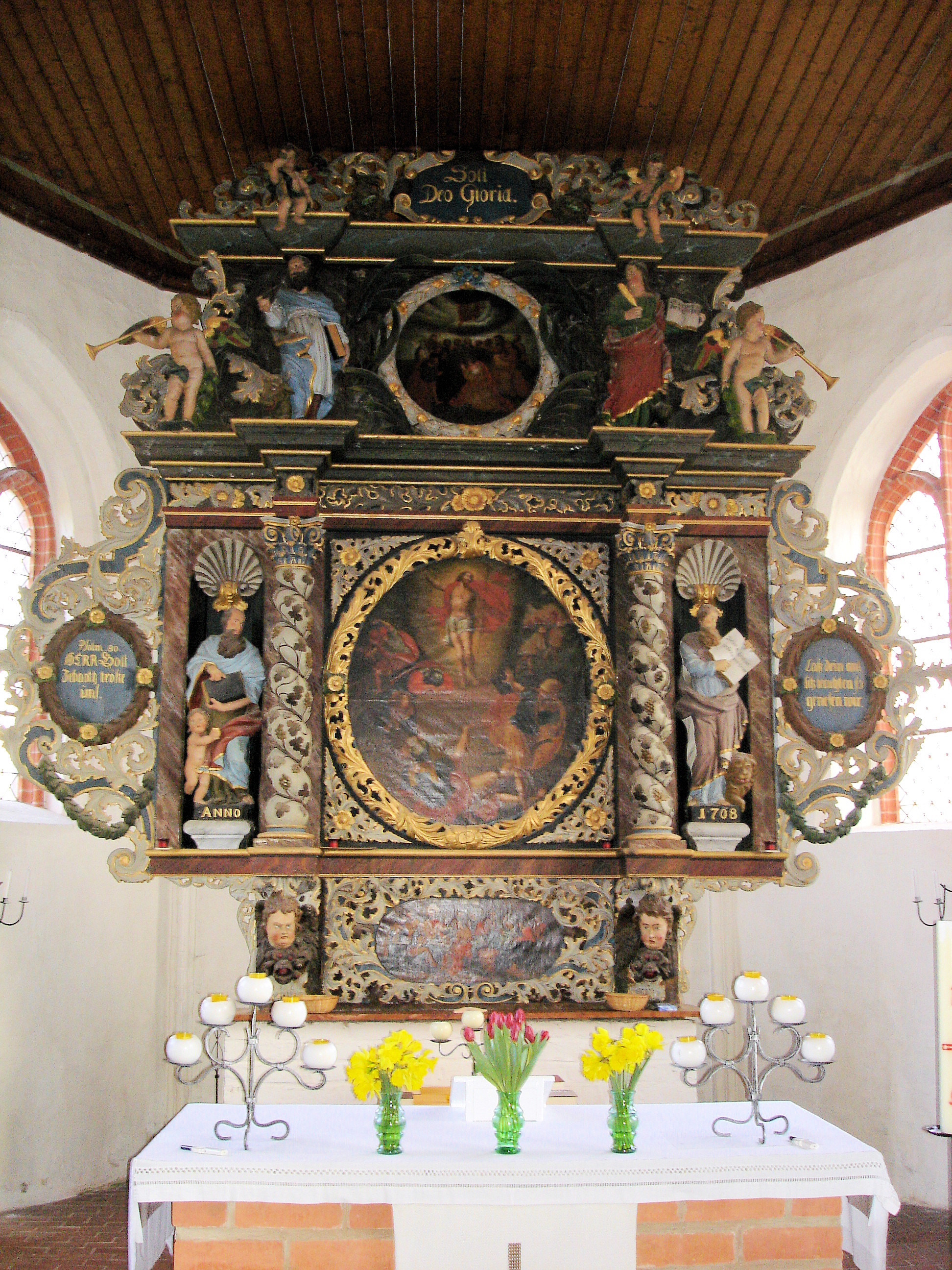
Altar

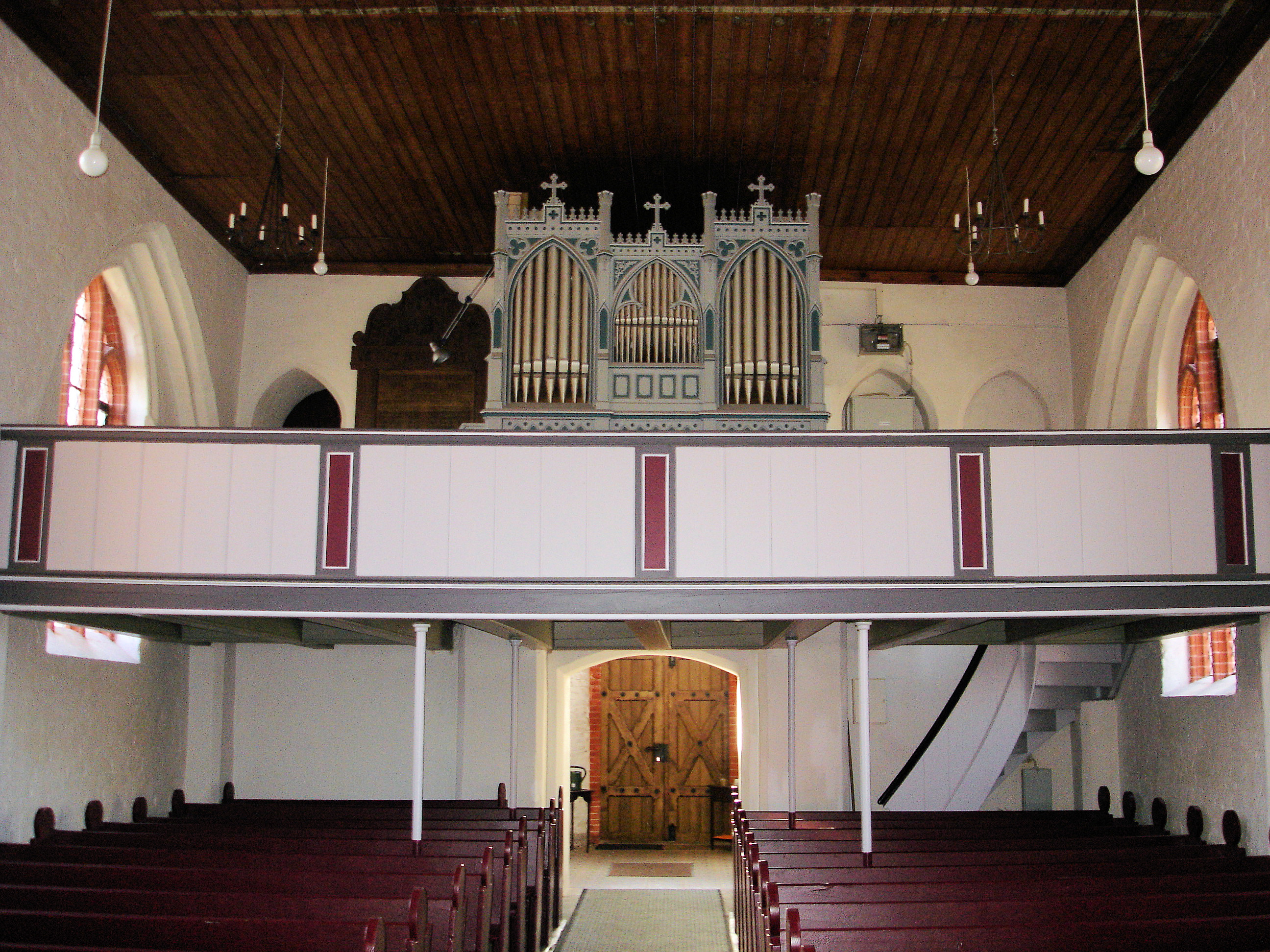
Empore mit Orgel

Die Dorfkirche Rövershagen ist die Kirche der Evangelisch-lutherischen Kirchgemeinde Rövershagen im Landkreis Rostock, zu der auch die Kirche in Volkenshagen gehört. Die Kirchengemeinde gehört zur Propstei Rostock im Kirchenkreis Mecklenburg der Evangelisch-Lutherischen Kirche in Norddeutschland.

## Geschichte
Das Dorf Rövershagen wurde in einer Urkunde vom 17. März 1305 erstmals genannt und muss zu dieser Zeit schon eine ausgedehnte Siedlung gewesen sein. Die Stadt Rostock gründete hier zwei Krüge, wovon einer „bei der neuen Kirche“ lag. Die Kirche gehörte im Mittelalter zum Rostocker Archidiakonat. Die Bauzeit datiert Schlie auf die erste Hälfte des 14. Jahrhunderts. Ein hölzerner Turm mit achtseitigem Pyramidenhelm wurde 1900 durch einen Turm aus Backstein ersetzt.

## Baubeschreibung
Der Chor ist aus Granitsteinen und in den Fensterlaibungen mit Backstein errichtet und schließt mit drei Seiten aus dem Achteck ab. Das Langhaus ist mit Backsteinen gebaut und geringfügig breiter als der Chor. Chor und Langhaus sind flach gedeckt. Der Chor wird von sechs Strebepfeilern gestützt. An die Südseite des Chors ist eine Vorhalle angebaut.

## Inneneinrichtung
Der Altaraufsatz im Stil des Barock mit drei Gemälden und vier Statuen der Evangelisten stammt von 1708. Die Gemälde zeigen das Abendmahl, die Auferstehung die Himmelfahrt Christi. Die Kanzel ist von 1593. Sie wurde 1684 und 1783 repariert. An der Nordwand befindet sich ein Triumphkreuz aus dem 16. Jahrhundert, an dessen vier Enden Evangelistensymbole angebracht sind. Eine Vertiefung in der Herzgrube diente wahrscheinlich zur Aufbewahrung einer Reliquie. An der Südwand des Kirchenschiffs finden sich zwei Freskos, ein Fragment mit der Darstellung des Heiligen Andreas und die überlebensgroße Figur des Heiligen Christopherus. Diese wurden im 19. Jahrhundert übermalt und sind 2004 freigelegt worden.
Die auf der Westempore befindliche mechanische Orgel mit sieben Registern wurde 1869 von Friedrich Friese III erbaut. Der Spieltisch hat zwei Manuale und Pedal. Sie ist original erhalten, lediglich die Prospektpfeifen wurden erneuert. Eine Reparatur erfolgte 2005.
Von den ehemals drei Glocken ist heute die kleinste erhalten.